# 1496
1496. је била преступна година.

## Догађаји

### Март
- 5. март — Енглески краљ Хенри VII примио у службу италијанске поморце Ђованија и Себастијана Кабота како би за енглеску круну открили нове земље.

## Рођења
- 12. мај — Густав Васа, краљ Шведске

## Смрти

### Јануар
- 7. септембар — Фердинанд II Напуљски, напуљски краљ